# Najma Kousri
Najma Kousri, également connue sous le nom de Najma Kousri Labidi (arabe : نجمة العبيدي القوصري soit Najma al-Qūṣrī ), née en 1991, est une féministe et militante des droits LGBT tunisienne.
Kousri est une cofondatrice du mouvement #EnaZeda (#MeToo en Tunisie) et une coordonnatrice de l'Association tunisienne des femmes démocrates. Elle est militante pour les droits LGBT et son projet photographique documentant la vie des couples de même sexe est devenu viral en 2017.

## Biographie
Kousri a un diplôme qui l'autorise à pratiquer le droit et elle a étudié pour obtenir une maîtrise en Suède, avec une thèse qui portait sur la technologie numérique et le changement social. Elle dit que son activisme politique est entre autres le produit des luttes de sa famille contre le président Zine el-Abidine Ben Ali.
Kousri commence son activisme contre le harcèlement sexuel dans la société tunisienne alors qu'elle est étudiante en droit, signalant des cas à la police malgré son attitude méprisante.
En tant que journaliste politique, elle aborde divers sujets, notamment le soutien au candidat à la présidentielle Hamma Hammami, l'arrestation du blogueur Yassine Ayari, l'assassinat de Shaimaa Sabbagh (chef de l'Alliance populaire socialiste en Égypte), la démocratie en Tunisie, la militante des droits de l'homme Khadija Chérif et le syndicaliste Houcine Abassi entre autres.
Kousri dénonce également la violence sexuelle perpétrée contre les femmes yézidies par des membres de l'État islamique. Elle ajoute une voix critique au travail de la députée Monia Ibrahim qui s'oppose à une loi qui permettrait d'élargir les droits des femmes dans le pays. En tant qu'étudiante en droit, Kousri se prononce contre le gouvernement islamiste et les résidus de l'ancien régime dictatorial de Ben Ali. Elle évoque aussi la nécessité pour la politique tunisienne de se déplacer vers la gauche.

## #EnaZeda
En 2019, Kousri devient l'une des cofondatrices de l'équivalent tunisien du mouvement #MeToo. Appelé #EnaZeda (arabe : أنا زادة) en Tunisie, Kousri déclare que « c'est simplement l'aboutissement d'une lutte qui dure depuis des années ». En décembre 2021, le groupe Facebook du mouvement compte 91 984 membres ; c'est un endroit où la protestation est organisée et qui fournit également un espace sûr pour le témoignage des victimes. Kousri décrit le succès du mouvement comme étant dû à la façon dont les femmes en Égypte avaient défendu leurs propres droits. Elle attribue également le pouvoir de #EnaZeda au fait de prendre rapidement de l'élan, les campagnes précédentes sur le harcèlement dans les transports publics par les organisations féministes n'ayant pas capté de la même manière l'imagination des femmes en Tunisie. Kousri explique comment elle a observé qu'après les soulèvements de décembre 2010, la violence sexuelle contre les femmes a augmenté et est devenue plus violente. Le mouvement révèle l'ampleur du problème et montre que faire taire les victimes ne résout pas les problèmes d'agression sexuelle dans les sociétés.

## Association tunisienne des femmes démocrates
Kousri est une coordinatrice de l'Association tunisienne des femmes démocrates (ATFD), une organisation féministe,. Au sein de l'ATFD, Kousri siège à la commission des droits sexuels et reproductifs. Elle est une signataire, avec la Coalition pour les droits sexuels et corporels dans les sociétés musulmanes, d'une lettre ouverte adressée au président turc Recep Tayyip Erdoğan et condamnant le meurtre et la torture de Hande Kader,.
En 2017, elle s'exprime au nom de l'organisation contre la loi qui interdit le mariage entre les femmes musulmanes et les non-musulmans en Tunisie. En 2019, elle mène une campagne encourageant l'État tunisien à renouer avec la santé reproductive des femmes en tant que préoccupation puisque, avec des coupures dans les financements, l'accès des femmes à la contraception a diminué.

## Droits LGBT
Kousri est une ardent défenseuse des droits LGBT en Tunisie, où l'homosexualité est illégale.
En 2014, elle se prononce contre l'augmentation de la violence contre les communautés LGBT en Égypte. Elle condamne les actes de la journaliste Mona Iraqi, qui a publié l'identité de 26 hommes arrêtés dans un hammam du Caire pour « indécence ».

En 2015, Kousri publie, dans le cadre de son mémoire de recherche à l'université de Lund sur la promotion des droits sexuels, corporels et reproductifs à travers le Web durant la transition démocratique en Tunisie, une série de photos de couples de même sexe sur les réseaux sociaux, qui sont devenues virales. Son projet de mémoire « La sexualité n'est pas taboue » vise à rendre visibles les communautés LGBT en Tunisie,. Elle dit du projet : 

« Mon projet photo vise à utiliser Internet pour inciter les gens à réfléchir sur les droits sexuels. Nous avons mené la révolution et nous refusons de continuer à être harcelés, punis ou bousculés pour ce que nous faisons dans la chambre. En publiant des photos de couples de même sexe s'embrassant dans les espaces publics, j'espère faire avancer le débat sur les droits des homosexuels en Tunisie qui prend de l'ampleur depuis le début de la révolution. »

 La même année, elle est arrêtée dans ce qui est rapporté par Le Temps comme une arrestation illégale caractéristique du harcèlement policier des femmes.
Kousri est par ailleurs l'une des conférencières au World Pride Summit organisé en 2017 à Madrid. Elle dirige une discussion sur les LGBT en Afrique avec Kasha Jacqueline Nabagesera d'Ouganda, Yahia Zaidi d'Afrique du Sud, Alimi Bisi Ademola du Nigeria et Michèle Ndoki du Cameroun.
En 2017, Kousri est licenciée par le service de collecte de fonds de SOS Villages d'enfants, en raison de son activisme. La raison invoquée pour le licenciement est en effet que le travail de Kousri en matière de lutte contre la discrimination envers les communautés LGBT pouvait « être préjudiciable » aux enfants. 